# Jaber Al-Owaisi
Jaber Mohammed Sagheer Al-Owaisi (4 de novembro de 1989) é um futebolista profissional omani que atua como defensor.

## Carreira
Jaber Al-Owaisi representou a Seleção Omani de Futebol na Copa da Ásia de 2015.